# 加布伦茨
加布伦茨（德語：Gablenz）是德国萨克森州的市镇，隶属于格尔利茨县。总面积为14.74平方千米，截至2023年12月31日总人口为1,573人。